# Eriocaulon brownianum
Eriocaulon brownianum är en gräsväxtart som beskrevs av Carl Friedrich Philipp von Martius. Eriocaulon brownianum ingår i släktet Eriocaulon och familjen Eriocaulaceae. IUCN kategoriserar arten globalt som livskraftig. Inga underarter finns listade i Catalogue of Life.